# 片思いファイター
「片思いファイター」（かたおもいファイター）は、日本のバンドGO!GO!7188の14枚目のシングルである。2008年5月28日発売。発売元はBMG JAPAN。

## 概要
- 前作から11ヶ月ぶりとなるシングルで、表題曲は、テレビアニメ『イタズラなKiss』に起用され、同アニメのために書き下ろされた。アッコは原作を読んだのちに「片思いファイター」を作詞した。
- カップリングには2008年1月にSHIBUYA-AXにて行われた「すごろくツアー」東京公演からのライブ音源を収録。
- 同日にカバーアルバム「虎の穴2」が発売。
- 通常盤と初回盤の2種発売。初回盤にはアニメの書き下ろしジャケット仕様。

## 収録曲
1. 片思いファイター(3:56)
作詞：ノマアキコ、作曲：中島優美、編曲：GO!GO!7188
2. あしのけ-すごろくツアーin SHIBUYA-AX('08-1.18)-(2:53) 
作詞・作曲：アッコ、作曲：中島優美

## 収録アルバム

### 片思いファイター
- ライブ『六・二一事件』（2008年10月29日）
- オリジナル『アンテナ』（2009年2月4日）

### あしのけ
- オリジナル『569』（2007年10月24日）

## タイアップ
- 片思いファイター：アニメ『イタズラなKiss』前期エンディングテーマ
  - ユウがアニメ第8話にて女子学生B役として声優に挑戦している。